# Харалампи Поппалов
Харалампи Анастасов Поппалов (изписване до 1945 година: Харалампи Анастасовъ попъ Паловъ) е български свещеник, учител и общественик.

## Биография
Харалампи Поппалов е роден в 1887 година в село Райково, тогава в Османската империя, днес квартал на Смолян, България в семейството на свещеник Анастас Димитров (поп Пала). В 1901 година започва да учи в Солунската гимназия, а от 1904 до 1909 година учи в Сярското българско педагогическо училище.
Работи като учител в Левочево (1902 – 1904), Райково (1911 – 1912) и други селища в Беломорието. Влиза във Вътрешната македоно-одринска организация заедно с баща си и цялото си семейство.
При избухването на Балканската война в 1912 година се записва доброволец в 21-ви пехотен полк с чин подпоручик. Воюва и в Междусъюзническата война и в Първата световна война. За проявена храброст в боевете при завоя на река Черна е награден с три ордена „За храброст“ и други военни отличия.
След освобождението на Западна Тракия е учител в Ксанти от 1913 до 1915 и от 1918 до 1919 година. По негова инициатива кметът на Ксанти осигурява пансион за бедните ученици от Пашмаклийско и Даръдеренско. Хараламби Поппалов заедно с учителите Никола Филипов, Христо и Атанас Караманджукови полагат усилия за преместването на Ксантийската гимназия в Райково.
След предаването на Ксанти на Гърция, работи като околийски училищен инспектор в Пашмаклийска околия от 1920 до 1926 година. В 1927 година е ръкоположен за свещеник и служи в църквата „Свети Никола“ в Устово до смъртта си през март 1952 година.